# Loviisa (Verwaltungsgemeinschaft)

Lage der Verwaltungsgemeinschaft Loviisa in Finnland

Die Verwaltungsgemeinschaft Loviisa (finnisch Loviisan seutukunta) ist eine von vier Verwaltungsgemeinschaften (seutukunta) der finnischen Landschaft Uusimaa. Zu ihr gehören die folgenden zwei Städte und Gemeinden:
- Lapinjärvi
- Loviisa

Bis zum 31. Dezember 2010 bildete die Verwaltungsgemeinschaft Loviisa eine der beiden Verwaltungsgemeinschaften der Landschaft Ostuusimaa.